# Cumbe
Cumbe est une ville brésilienne du centre de l'État du Sergipe.

## Géographie
Cumbe se situe par une latitude de 10° 21′ 18″ sud et par une longitude de 37° 10′ 59″ ouest, à une altitude de 187 mètres.
Sa population était de 3 741 habitants au recensement de 2007. La municipalité s'étend sur 129 km2.
Elle fait partie de la microrégion de Nossa Senhora das Dores, dans la mésorégion de l'Agreste du Sergipe.